# Star Wars: Rogue Squadron
Star Wars: Rogue Squadron är ett Star Wars-baserat TV-spel från 1998, utvecklat av Lucasarts och Factor 5, för Nintendo 64 och Microsoft Windows (då med titeln Star Wars: Rogue Squadron 3D). Spelet har två uppföljare för Nintendo Gamecube, Star Wars Rogue Squadron II: Rogue Leader från 2001 och Star Wars Rogue Squadron III: Rebel Strike från 2003.
Star Wars: Rogue Squadron, som baseras på ett seriealbum, utspelas mellan filmerna Stjärnornas krig och Rymdimperiet slår tillbaka, innan Luke Skywalker har påbörjat sin Jediutbildning. Som Luke får spelaren agera pilot för ett flertal olika flygfarkoster när han för Rebellalliansens räkning flyger med Rogue Squadron (en flygskvadron) för att kämpa mot Rymdimperiet på olika planeter. Berättelsen i detta uppdragsbaserade skjutspel förs framåt av muntliga genomgångar innan och under varje uppdrag.
Spelet fick generellt positiva recensioner. Kritiker prisade spelets tekniska utförande och flygmekanism, men avståndsdimman och utebliven flerspelarläge gav spelet ett visst negativt omdöme. Detaljrikedomen, grafiken, särskilt med Nintendo 64:s extra-RAM, och ljudeffekterna gör att spelet realistiskt återger Star Wars-världen från filmerna. Det enda som saknas är musik av god kvalitet. Lucasfilm ville inte, enligt Rudolph Stember på Factor 5, låta Factor 5 få ljudfiler från filmerna med högre samplingsfrekvens än 22 kHz, vilket är ungefär hälften av vad som krävs för att få ljudet att låta realistiskt.
Den 22 januari 2015 blev Windowsversionen av Star Wars: Rogue Squadron tillgänglig via nedladdning på GOG.com. Den 29 mars 2016 fick Windowsversionen av spelet en nedladdningsbar utgivning även på Steam.

## Spelupplägg
Till skillnad från Star Wars: X-Wing (spelserie), som utmärker sig som en stridsflygsimulator, så är Star Wars: Rogue Squadron ett snabbväxlande arkadliknande actionspel. Var och en av spelets sexton nivåer har uppdragsmål som måste fullföljas för att spelaren ska kunna gå vidare till nästa nivå. Dessa uppdragsmål består av olika typer, såsom sök och förstör, rekognosering, räddning och försvar. Fientliga flygfarkoster består främst av TIE fighters. Fientligt markförsvar är mer varierande och består av laser- och missiltorn, stridsvagnar, probe droids, landstigna rymdfärjor, stormtroopers, speeder bikes och tre olika walkers.
I spelet finns det en head-up-display som visar skadepoäng, radar och mängden ammunition för sekundärvapnet. Spelaren har möjlighet att flyga och styra fem flygfarkoster, vilka är X-wing, A-wing, Y-wing, T-47 airspeeder och V-wing airspeeder. Varje farkost har en unik anordning, såväl som olika hastigheter och manövrerbarhet. Spelet begränsar inledningsvis spelaren till en bestämd flygfarkost beroende på nivå eller uppdrag. Men när den nivån, eller uppdraget, är slutfört kan spelaren spela om samma nivå med vissa andra frivilliga flygfarkoster. Vissa nivåer har en gömd så kallad "powerup" någonstans på spelplanen. Dessa powerups har olika egenskaper, till exempel kan en viss sådan ge bättre vapen, och en annan ge bättre skydd för farkosten. En powerup som plockas upp av spelaren förblir berättigad för en viss farkost under resten av spelet.
Spelarens prestation mäts under hela spelet, och efter varje spelad nivå kontrolleras spelarens prestation mot tre medaljvärden: brons, silver och guld. Prestationen mäts i fem kategorier: sluttid, antal fiender som dödats, skottnoggrannhet, antal vänliga farkoster och strukturer som bevarats och insamlad powerups. Beroende på hur spelaren presterar under en nivå så får denne någon av medaljvärdena. Dessa medaljer främjar spelarens rang och hjälper till att låsa upp dolt innehåll.

### Upplåsbart innehåll
Rogue Squadron innehåller ett antal upplåsbara hemligheter. Spelaren kan låsa upp tre bonusnivåer: "Beggar's Canyon", "The Death Star Trench Run" och "The Battle of Hoth". Dessa nivåer blir tillgängliga när spelaren erhåller alla brons-, silver- eller guldmedaljer på respektive nivå från huvudhandlingen. Alternativt går det att låsa upp bonusnivåerna med hjälp av fuskkod. Till skillnad från spelets primära nivåer (från huvudhandlingen) så är bonusnivåerna anpassningar av händelser från Star Wars-filmerna. "Beggar's Canyon" återspeglar en tävling som nämnts i filmen Nytt hopp. "The Death Star Trench Run" ger spelaren en alternativ version av filmens mest kritiska strid under slaget vid Yavin innan den första Dödsstjärnan förstörs. I "Battle of Hoth"-nivån får spelaren, tillsammans som en del av Rebellalliansen, strida mot Rymdimperiets trupper, vilket sker i Rymdimperiet slår tillbaka.
Flera andra farkoster är också upplåsbara. Både Årtusendefalken och TIE interceptor är initialt synliga i en rymdhangar där spelaren väljer farkost. Dock kan de inte väljas förrän spelaren har uppnått alla brons- respektive silvermedaljer på bonusnivåerna. Två andra farkoster finns också tillgängliga, men är begränsade till vissa nivåer. En av dessa är T-16 luftvespa i "Beggar's Canyon", och den andra är AT-ST som kan spelas i en grundläggande demonstrationsnivå och då endast via en fuskkod. Spelaren har också möjlighet att köra en Buick Electra 225 av årsmodell 1969, vilket baseras på en bil som spelets ljuddesigner, Rudolph Stember, äger. Bilen kan mer liknas som ett påskägg.
Under spelets utveckling så hade Star Wars: Episod I – Det mörka hotet (den första Star Wars-filmen på mer än 15 år) mindre än ett år kvar inför sin planerade premiär. Factor 5 såg sin möjlighet att utnyttja denna marknadsföring, och inkluderade innehåll från den filmen till Rogue Squadron. Lucasfilm gav utvecklarna designkonst för Naboo Starfighter, en farkost som framträder i den filmen. Denna designkonst användes för att skapa just denna farkost i spelet. Eftersom spelet var planerat att släppas sex månader före filmen var Factor 5 tvungna att hålla farkosten hemligt i spelet. Därmed hade de flesta hos Factor 5 och Lucasarts ingen aning om farkostens inkluderande. Ett komplext krypteringssystem utvecklades också för att dölja farkostens kod från att använda fuskkassetter, såsom Gameshark och Action Replay. Mer än sex månader efter utgivandet av Rogue Squadron presenterades koden av Lucasarts, och därmed blev Naboo Starfighter spelbar. Koden har kallats Nintendo 64:s mest väl gömda kod, med tanke på hur länge den var gömd innan den upptäcktes.

## Handling

### Miljö
Star Wars: Rogue Squadron utspelar sig i den fiktiva Star Wars-galaxen, där ett krig kämpas mellan Rymdimperiet och Rebellalliansen. Spelets första femton nivåer inträffar sex månader efter slaget vid Yavin (vilket skildras i filmen Nytt hopp) och före händelserna i Rymdimperiet slår tillbaka. Rymdimperiet samlar all styrka för att kunna slå ut Rebellalliansen, och under den tiden bildas gruppen Rogue Squadron (en flygskvadron) av Luke Skywalker och Wedge Antilles. Gruppen består av de tolv skickligaste X-wingpiloterna från Rebellalliansen.
Den sextonde och sista nivån av spelet äger rum under Dark Empire, vilket är sex år efter slaget vid Endor (utspelas i filmen Jedins återkomst). Rebellalliansen har etablerat den Nya Republiken, som nu kontrollerar tre fjärdedelar av galaxen. Efter Kejsar Palpatines och Darth Vaders död kollapsade Rymdimperiet, men återskapades under en mystisk ny ledare (som egentligen är en klon av Palpatine). Rogue Squadron, nu under ledning av Wedge Antilles, får fortsätta att slås mot imperiet för att skydda den nybildade republiken.

### Berättelse
Berättelsen, eller de primära nivåerna, är uppdelade i fyra kapitel som alla börjar med en klassisk rullande förtext, såsom sker i Star Wars-filmerna. Ytterligare berättelsedetaljer presenteras genom spelets instruktionsbok, informationsgenomgång (innan varje nivå), rollfigurernas konversationer under spelet och små filmscener. Spelet börjar med Rogue Squadron som möter ett anfall från Rymdimperiet på Mos Eisley, Tatooine. Därefter får gruppen utföra ett eskortuppdrag på planeten Barkhesh, samt ett räddningsuppdrag på planeten Chorax.

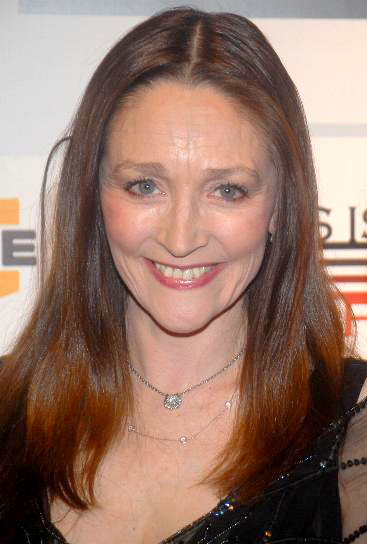
Olivia Hussey agerade som röstskådespelare för Kasan Moor.

Rebellalliansen får reda på att Rymdimperiets officer, Crix Madine, vill gå över till Rebellalliansen. Rymdimperiet utför en attack på planeten Corellia, där Madine befinner sig, för att förhindra hans avgång. Rogue Squadron, med hjälp av Han Solo och Chewbacca i Årtusendefalken, lyckas stå emot Rymdimperiets attack och eskorterar Madine säkert från planeten. Därefter går Rogue Squadron samman med Gold Squadron som består av en grupp Y-wings. De leds av Crix Madine och skickas till planeten Gerrard V, för att bistå planetens önskan om att bli oberoende från Rymdimperiet. De möter på Kasan Moor och fördärvar hennes TIE interceptor som hon kör i. När Rogue Squadron berättar för Moor att hon har blivit tillfångatagen, erbjuder hon att gå över till Rebellalliansen och tillgodose dem med information från Rymdimperiet.
Med hjälp av Kasan Moors information utför Rebellalliansen tre följande attacker på Rymdimperiets baser runtom i galaxen. Under den tredje attacken, på planeten Kile II, blir Wedge Antilles överfallen och tillfångatagen av en grupp TIE-farkoster. Rebellalliansen spårar Wedge till ett fängelsekomplex på potatisformade planeten Kessel. De återstående medlemmarna av Rogue Squadron reser till Kessel och räddar honom och andra fångar.
Med frisläppte Wedge Antilles och Rogue Squadron på full styrka igen, uppmärksammar Rebellalliansen ett nytt hot, Moff Kohl Seerdon. Seerdon konsoliderar makt, i syfte att attackera och erövra Thyferra, en planet som producerar det helande ämnet "bacta". Rogue Squadron blir beordrad att förhindra Seerdons mål, och genomför snabba och korta attacker mot viktiga positioner på planeterna Taloraan och Fest. Som vedergällning attackerar Seerdon planeten Chandrila och håller en stad där som gisslan. Rogue Squadron lyckas ändå skicka nödvändigheter till staden och fritar flera civila där. Därefter önskar Rogue Squadron och Rebellalliansen att slå tillbaka, och Kasan Moor konstruerar ut en räd på en av Rymdimperiets baser, belägen inuti en vulkan på planeten Sullust. Efter räden på Sullust informerar generalen Rieekan att Moff Seerdon har använt deras räd som en skenmanöver, och därmed har Seerdon påbörjat en attack på Thyferra. Rogue Squadron skyndar till Thyferra där Seerdon har tagit kontroll över planetens bacta, vilket hotar Rebellalliansens medicinska försörjning. När Rogue Squadron är framme på planeten går de i strid mot Rymdimperiet, dödar Seerdon och frigör planeten.
I det sista kapitlet, som innehåller endast en nivå, går spelets berättelse fram sex år i tiden (efter slaget vid Endor). Rogue Squadron är nu under ledning av Wedge Antilles, och fortsätter att bekämpa mot det sårade Rymdimperiet. Rymdimperiet har införskaffat ett nytt vapen, kallat "World Devastator", och som de använder för att förstöra planeten Mon Calamari. Rogue Squadron skickas ut till planeten där de förstör detta vapen, samt eliminerar bort Rymdimperiets närvaro.

## Utveckling
Efter framgången med Star Wars: Shadows of the Empire (Nintendo 64), från 1996, började Lucasarts med en uppföljning. Under tiden utvecklade Factor 5 en spelmotor för en planerad uppföljare till Lucasarts spel Rescue on Fractalus!. Lucasarts och Nintendo tecknade ett exklusivt avtal, vilket gav Factor 5 möjlighet att konvertera sitt arbete, på den nya Fractalus-uppföljaren, till ett Star Wars-spel istället. Spelets fokus skulle vara rymdkrig, en inriktning som inspirerades av en nivå i  Shadows of the Empire där spelaren flyger en T-47 airspeeder under slaget vid Hoth. Produktionschefen för Star Wars: Rogue Squadron och Lucasarts, Brett Tosti, sade "Denna hela scen var egentligen uppkomsten för [Star Wars:] Rogue Squadron eftersom alla sa 'Varför gör du inte ett helt spel på det viset?' Så vi gjorde det."
Factor 5 satsade inledningsvis på ett koncept där spelaren får spela genom uppdrag som liknar fansens favoritactionsekvenser från Star Wars-filmerna. Men detta koncept eller förslag avvisades. Vid den tiden var Lucasfilm inte bekväm med videospel som togs direkt från filmerna. Detta resulterade i att spelet nästan helt utspelar sig i Star Wars: Expanded Universe. Spelutvecklarna på Lucasarts planerade från början att anpassa spelet efter Rogue Squadron (inte att förväxla med spelet) och Star Wars: X-wing Rogue Squadron, titlar på en serie böcker och serietidningar som utspelar sig åren efter den ursprungliga filmtrilogin, och då låta spelet ha Wedge Antilles som huvudrollsfigur. Det bestämdes senare att spelet istället skulle fokuseras på Luke Skywalker och främst utspelas mellan händelserna Nytt hopp och Rymdimperiet slår tillbaka, eftersom det var mer kommersiellt tilltalande.

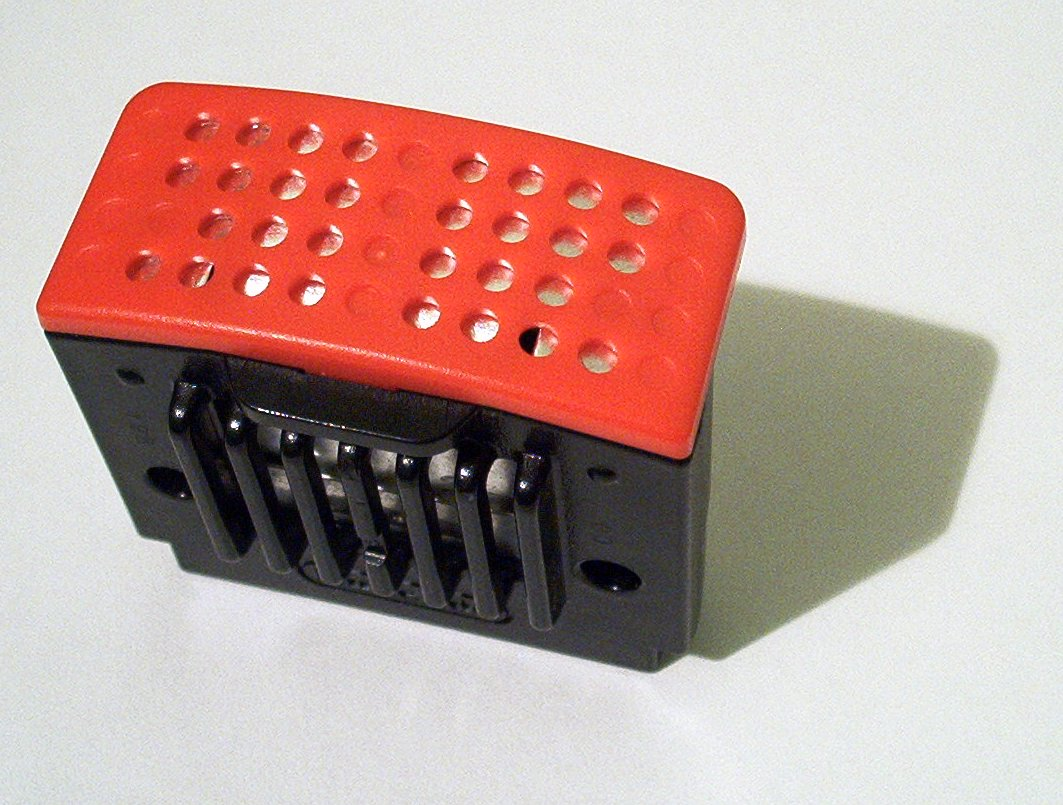
En Nintendo 64:s Expansion Pak som ger spelet ett högre bildformat.

Lucasarts började utveckla en handling och ett spelupplägg i en miljö som inkluderade rollfigurer från filmerna med nyskapade uppdrag. Detta skedde med hjälp av Factor 5:s nyutvecklade spelmotor, som användes för att skapa terrängbanor. Under maj 1998 visades en demonstration av spelet på Electronic Entertainment Expo, men spelet var så ofullständigt att Brett Tosti såg det mer som en teknisk demonstration eller en grov prototyp. Demonstrationen bestod av en enkel upphöjd bana med en orörlig AT-AT-model samt TIE fighters som saknade artificiell intelligens, varpå de flög och avfyrade på en förutbestämd väg. När han "spelade" spelet för publiken följde Tosti en egen speciell flygväg för att ge illusionen att han kämpade mot TIE fighters. Trots spelets ganska lätta presentation var gensvaren i stort sett positiva från andra spelare och åskådare.
Senare under utvecklingen insåg medarbetarna att de hela tiden hade utvecklat spelet med ett utökande minne på Nintendo 64. Då spelet inte fungerade på en vanlig Nintendo 64 började de med en datakompression. Samtidigt vädjade Factor 5 till Nintendo att de skulle släppa det nyutvecklade minnestillbehöret Expansion Pak. Nintendo var motvilliga och förväntade sig att denna teknik var enbart avsedd för hårdvaruutrustning. Iguana Entertainment uttryckte också en önskan om att få Expansion Pak för att uppnå en högre skärmupplösning till deras spel Turok 2: Seeds of Evil, vilket gjorde att Nintendo till slut gav grönt ljus. I slutändan blev Star Wars: Rogue Squadron konstruerat för att kunna spelas på en vanlig Nintendo 64, men med möjligheten att öka skärmupplösningen från 320×240 till 640×480 med hjälp av en Expansion Pak.
Lucasfilm var tveksam till att ge Rudolph Stember, ljuddesigner på Factor 5, tillgång till ljudfiler från filmerna. Som en kompromiss fick Stember ljudfiler med samplingsfrekvens på 22 kHz, alltså ungefär hälften av vad som krävs för att få ljudet att låta realistiskt. Stember invände och hävdade att ljudfilerna lät sämre än vad som han hade tagit från VHS-band för ett tidigare Star Wars-projekt. Spelet innehåller röstskådespel från flera anmärkningsvärda personer, såsom skådespelarna Olivia Hussey och Raphael Sbarge, samt röstskådespelarna Bob Bergen, Neil Ross och Terry McGovern. Istället för att använda Nintendos egna ljuddrivrutiner, utvecklade Factor 5 sin egen och kallade den för MOsys FX Surround. Drivrutinerna, från Factor 5, utnyttjar Nintendo 64:s processorer men belastar dem mindre. Factor 5 använde också avancerade kompressionstekniker, vilket gav spelet ett över 80 minuters högkvalitativt stereoljud.
I november 1998, en månad före spelets planerade utgivning, meddelade Lucasarts om det avtal med Nintendo angående tre nya Star Wars-spel. Detta gav Nintendo rätten att marknadsföra spelen och inneha exklusiva och världsomspännande distributionsrättigheter i fem år efter varje utgivning. Rogue Squadron var det första spelet som gavs ut enligt avtalet. För att främja spelets marknadsföring besökte Mark Hamill, som skådespelade Luke Skywalker i Star Wars-filmerna, barnsjukhuset Mattel Children's Hospital i Los Angeles, där han spelade spelet med patienter.

## Mottagande
| Mottagande | Mottagande                                                                 |
| Samlingsbetyg | Samlingsbetyg                                                              |
| Tjänst | Betyg                                                                      |
| --- | -------------------------------------------------------------------------- |
| Gamerankings | 84,76 % (19 recensioner) (N64) 79,61 % (22 recensioner) (PC)               |
| Metacritic | 85/100 (15 recensioner) (N64)                                              |
| Recensionsbetyg |                                                                            |
| Publikation | Betyg                                                                      |
| Allgame | (N64) (PC)                                                                 |
| Gamepro | (N64) (PC)                                                                 |
| Gamespot | 7,9/10 (N64) 8/10 (PC)                                                     |
| IGN | 8,8/10 (N64) 8,3/10 (PC)                                                   |
| Nintendo Power | 9,1/10 (N64)                                                               |
| PC Zone | 7,7/10 (PC)                                                                |
| \| Utmärkelser \| Utmärkelser \| \| Publikation \| Utmärkelse \| \| ------------- \| ------------------------------------------------------------------------------ \| \| Origins Award \| Best Action Computer Game of 1998[62] \| \| IGN \| Best Sound of 1998 (N64)[50] - Best Overall Sound - Sound Effects - Best Voice \| |                                                                            |
| Utmärkelser |                                                                            |
| Publikation | Utmärkelse                                                                 |
| Origins Award | Best Action Computer Game of 1998                                          |
| IGN | Best Sound of 1998 (N64) - Best Overall Sound - Sound Effects - Best Voice |

Många recensenter jämförde Star Wars: Rogue Squadron med slaget vid Hoth-uppdraget i Star Wars: Shadows of the Empire. Det uppdrag som Rogue Squadron fick sina inspirationer från. Gamepro påpekade att Rogue Squadron förbättrade flygspelet med verklig attitydsmekanik. IGN prisade spelets "uppgraderingar med fler fiender, bättre ljud och en fantastisk andra generations grafik". Nintendo 64-versionen fick mestadels positiva recensioner och fick ett genomsnittligt betyg på 85 procent från de båda samlingsbetygswebbsidorna Gamerankings och Metacritic. Gamepro tyckte att spelet var en av de bästa spelen som gavs ut 1998. Under 2008 återblickade IGN:s Levi Buchanan med att spelet återupplivade Star Wars-licensen på konsoler, tack vare ett bra spelupplägg och en god historia, knuten till Star Wars: Expanded Universe, samt grafik som gjorde det till "en av generationens bästa häftigheter".
Spelets tekniska aspekter fick stora hyllningar. Dess grafik blev "respektabel" för standardupplösningen, och fick stor berömmelse för högupplösningen (via Nintendo 64:s Expansion Pak). Gamespots kommentar för den högre upplösningen var "texturerna av landskapen, luftfarkosterna, belysningseffekterna – allting ser mycket bättre ut". Medan IGN:s Peer Schneider sade "Efter att ha spelat spelet i det valfria högupplösningsläget (640 × 480) en gång, är det omöjligt att gå tillbaka till den fortfarande respektabla standardupplösningen." Schneider fortsatte att citera kring detaljer som dekaler, Rebell-markeringar, R2-enheter, förarkabinvyer och avgasflammor. Han beskrev spelets 3D-farkoster som "underbara". IGN:s Matt Casamassina tyckte att spelet var det snyggaste Nintendo 64-spelet just då.
Recensenter berömde också spelets ljuddesign, som drivs av Factor 5:s egna ljuddrivrutiner. Rogue Squadron innehåller cirka 40 minuters tal och 40 minuters musik. Ryan Mac Donald, på Gamespot, trodde att spelets införande av utökat röstarbete bidrog till en "filmliknande" atmosfär. IGN noterade också spelets ljuddesign och blev tekniskt imponerande. De tyckte att spelets Dolby Pro Logics surroundljud var ett viktigt spelelement. Ljudsignalerna hjälper en spelare att lokalisera fiendens positioner och färdriktning. IGN tilldelade spelet tre utmärkelser inom kategorin ljud, vilka var Best Overall Sound (Bästa övergripande ljud), Sound Effects (Ljudeffekter) och Best Voice (Bästa röst), samtliga på Nintendo 64.
Det fanns också några kritiker som klagade över spelets visuella aspekter. De ogillade den starka avståndsdimman (dimma som gör att spelaren bättre uppfattar avstånd till objekt). En annan vanlig kritik var det uteblivna flerspelarläget. Gamepros syn på detta utelämnande kallade det för en "allvarlig, oförlåtlig synd". Schneider trodde att om man hade lagt till detta spelläge så hade Rogue Squadron fått ett högre återspelningsvärde. Men han tyckte ändå att spelet fortfarande var njutbart för sitt medaljbelöningssystem och ett stort antal hemligheter och upplåsbara innehåll.
Trots att Windows- och Nintendo 64-versionerna är nästan identiska så fick Windowsversionen 80 procent av Gamerankings, ett lägre genomsnittligt betyg än Nintendo 64-versionen. Windowsversionen åtnjöt mycket av den samma berömmelse för sitt spelupplägg. Men farkosthanteringen och grafiken citerades som problematisk. Brad Cook, på Allgame, gjorde en direkt jämförelse mellan de två versionerna och skrev att Windowsversionens farkosthantering är svårare än Nintendo 64:s version. Han tyckte att datorns "stötiga" eller "hoppande" känsla gjorde det svårt att sikta mot fiender. IGN:s Windowsrecension var inte entusiastisk över spelets grafik, vilket är den motsatta uppfattningen till Nintendo 64. Deras motivering var att spelets "grafik och specialeffekter inte är spektakulära" och att de hade "sett bättre grafik" på andra datorspel. Detta trots att Windowsversionen har en högre skärmupplösning på 1280×1024 än Nintendos 64:s 640×480 (med Expansion Pak).

### Försäljning
I början av december 1998 när Star Wars: Rogue Squadron släpptes (för Nintendo 64 i Nordamerika) var spelet den näst högst säljande titeln efter The Legend of Zelda: Ocarina of Time under juletid. PC Data, som förr gjorde marknadsundersökningar i USA, rapporterade att Rogue Squadron hade sålt 584 337 exemplar och tjänat 29,3 miljoner dollar i intäkter under slutet av 1998. Detta gjorde det till landets nionde bästsäljande spel för Nintendo 64 under det året. Spelet blev försenat till efter jul i Storbritannien och släpptes i mitten av januari. Då debuterade Rogue Squadron som det näst bästsäljande spelet för den månaden. I augusti 1999 blev spelet inkluderat som en del av Nintendos bästsäljande Player's Choice-samling. 2015 fick Windowsversionen en ny utgivning genom digital nedladdning. Rogue Squadrons framgång inom detaljhandel var inte förväntat enligt spelets producent Julian Eggebrecht, som sa att spelet sålde "cirka 100 gånger bättre än någon förväntat". Under 2001 hade Nintendo 64-versionen sålt över 1 miljon exemplar i USA, och under 2003 hade samma version sålt över 35 000 i Japan.